# 硬體抽象層
硬體抽象層（英語：Hardware Abstraction Layer，缩写HAL）是軟體層的例行程式套件，用於模擬特定系統平台的細節使程式可以直接存取硬體的資源。將硬體方面的不同抽離作業系統的核心，核心模式的程式碼就不必因為硬體的不同而需要修改。因此硬體抽象層可加大軟體的移植性。
之所以有硬體抽象（Hardware abstraction）這個概念，是由於數位電腦具體的硬體操作相當繁雜，因此將具體的硬體操作抽象化簡，避免由於直接以具體的機器碼撰寫程式，而在將程式移植到不同硬體時，需要重寫整個程式。其概念與目的，類似於資料結構中的抽象数据类型（Abstract data type），皆為保護程式免受變化的衝擊。
前述的現象可藉由語言現象獲得一些啟示，當人在記憶時，會抽象地記憶，而非具體地將具體的訊息記下，在記憶時，並不會記憶文章具體的長相，而是抽象的內容。如果不是如此，當需要以另一種語言重現該篇文章時，仍然需要將其抽象化，再將其轉譯為另一語言的寫法。在記憶談話時，也類似於此。

## 外部連結
- Linux HAL
- "開機"萬言書－ PART III，講解Windows的HAL